# Kivu-apalis
De kivu-apalis (Apalis personata) is een zangvogel uit de familie Cisticolidae.

## Verspreiding en leefgebied
Deze soort komt voor in oostelijk-centraal Afrika en telt twee ondersoorten:
- A. p. personata: noordoostelijk en oostelijk Congo-Kinshasa, Oeganda, Burundi en Rwanda.
- A. p. marungensis: zuidoostelijk Congo-Kinshasa.

## Status
De grootte van de populatie is niet gekwantificeerd maar de soort wordt omschreven als plaatselijk algemeen. Op de Rode lijst van de IUCN heeft deze soort de status niet bedreigd.